# Epipagis zinghalis
Epipagis zinghalis là một loài bướm đêm trong họ Crambidae.